# Khaki-Wahlen
Der Begriff Khaki-Wahl (engl.: khaki election) ist eine gebräuchliche Bezeichnung der britischen Politik für eine nationale Unterhaus-Wahl, die stark von einem gerade stattfindenden Krieg oder der Stimmung einer Nachkriegszeit geprägt ist. Der Name bezieht sich auf die Farbe der englischen Felduniform Khaki.

## Entstehung
Die Wahlen des Jahres 1900 im Vereinigten Königreich vom 25. September – 24. Oktober wurden erstmals als Khaki-Wahlen bekannt, da sie in die Zeit des Zweiten Burenkrieges fielen – während dessen die traditionellen roten Uniformröcke der britischen Armee durch khakifarbene Uniformen abgelöst wurden – und die öffentliche Stimmung stark von den Nachrichten aus Südafrika beeinflusst war. Die Konservativen, geführt von Lord Salisbury, sicherten sich eine große Mehrheit.
Die Wahlen zum Britischen Unterhaus im Dezember 1918 sicherten dem Premierminister David Lloyd George und der von ihm geführten Koalitionsregierung aus Konservativen und Liberalen die Mehrheit bis 1922. Da zum Zeitpunkt der Wahl eine große Zahl noch nicht demobilisierter Soldaten in Uniform zur Wahl gingen, wurden diese ebenfalls Khaki-Wahlen genannt. Politisch führten die Wahlen von 1918 zur Spaltung der Liberalen.
Der Begriff wird teilweise auch für die kanadische Unterhauswahl 1917, die – angeheizt durch die Wehrpflichtkrise von 1917 – mit einem Erdrutschsieg der Unionistischen Partei endeten, und die britischen Unterhauswahlen 1945, in denen die Labour Party einen hohen Sieg über die in Winston Churchills Kriegskabinett führenden Konservativen feierten, verwendet.